# Тажилде
Тажилде (порт. Tagilde)  —  район (фрегезия) в Португалии,  входит в округ Брага. Является составной частью муниципалитета  Визела. Находится в составе крупной городской агломерации Большое Минью. По старому административному делению входил в провинцию Минью. Входит в экономико-статистический  субрегион Аве, который входит в Северный регион. Население составляет 1777 человек на 2001 год. Занимает площадь 2,74 км².
Покровителем района считается Иисус Христос (порт. S. Salvador). 